# Mandingo
I mandingo (anche mandinka o malinkè) sono uno dei maggiori gruppi etnici dell'Africa occidentale. Pur essendo composti da circa undici milioni di individui, i mandingo non costituiscono il principale gruppo etnico nei paesi ove risiedono, eccezion fatta per il piccolo stato costiero del Gambia.
Più che un singolo gruppo possono essere considerati come un continuum di popoli culturalmente e linguisticamente affini. Anche la lingua mandingo è costituita da una serie di idiomi diversi, anche se in genere reciprocamente comprensibili. Linguisticamente affini (anche se si considerano gruppi etnici a sé stanti) sono i bambara del Mali e i diula, insediati tra il Burkina Faso occidentale e la Costa d'Avorio settentrionale. Questi popoli a loro volta appartengono alla più vasta famiglia delle lingue mandingo, che comprende gruppi etnici più distantemente correlati con i mandingo, tra i quali i Khassonké e i Jakanke.
La quasi totalità dei mandingo è di religione musulmana, e la maggior parte della popolazione alfabetizzata (circa la metà degli adulti nelle zone rurali) conosce la scrittura araba. Nella loro storia i mandingo hanno costituito strutture statali piuttosto complesse, primo tra tutti l'Impero del Mali, uno dei più vasti imperi africani del tardo medioevo (1250-ca.1500), ma regni mandingo hanno continuato a esistere nell'area fino all'arrivo dei colonizzatori europei. Tra il XVI e il XIX secolo circa un terzo dei mandingo sono stati deportati in America come schiavi.

## Terminologia
Mandinka (derivato da Manden) è l'endonimo del popolo nelle lingue mandingo, mentre malinké è l'esonimo in lingua fula, dove significa "abitante del Mali". Mandingo e altre forme simili sono una corruzione del termine nelle lingue europee (portoghese: mandinga, inglese: manding; francese: mandingue). Le forme con la g, sono da alcuni autori moderni considerate arcaiche e legate alla letteratura del XIX e primo XX secolo.

## Storia

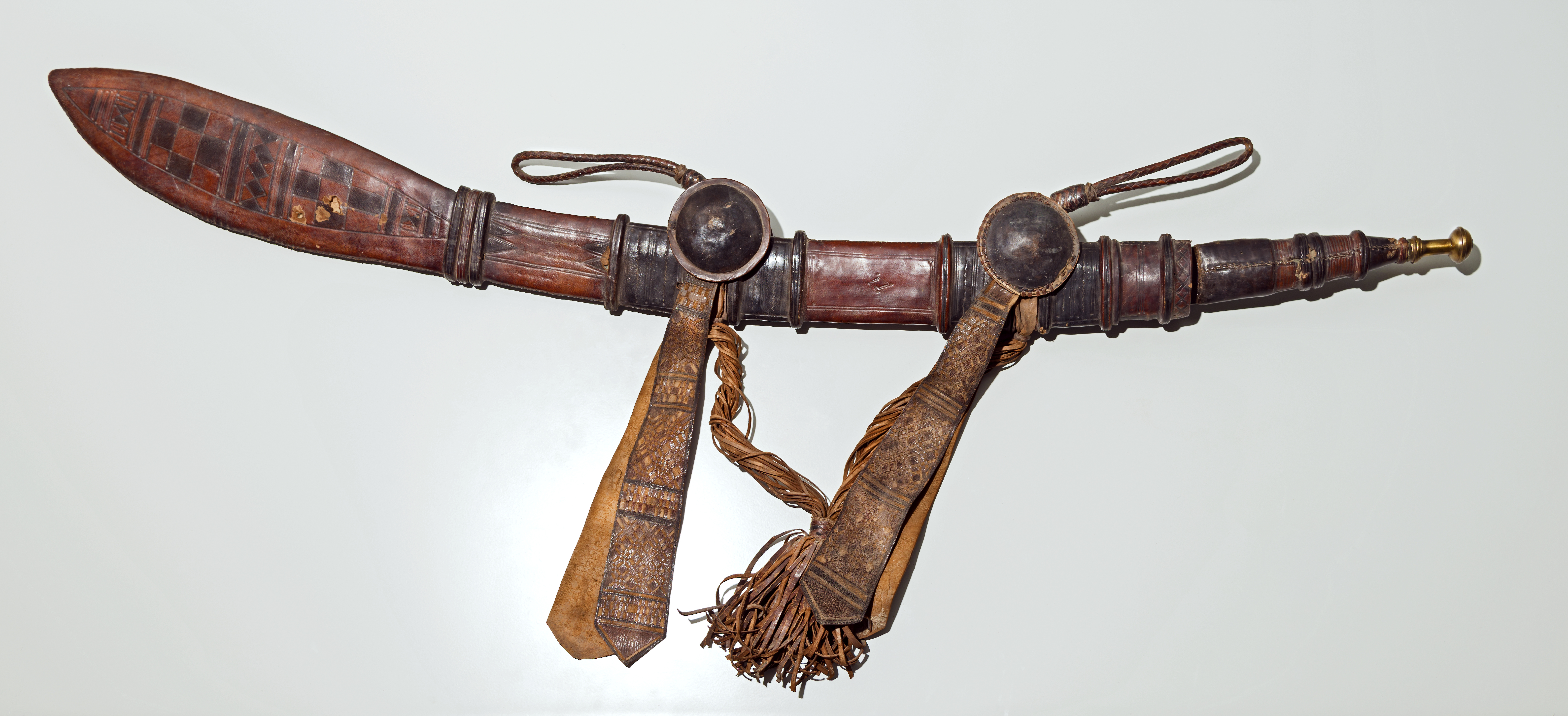
Sciabola Mandingo

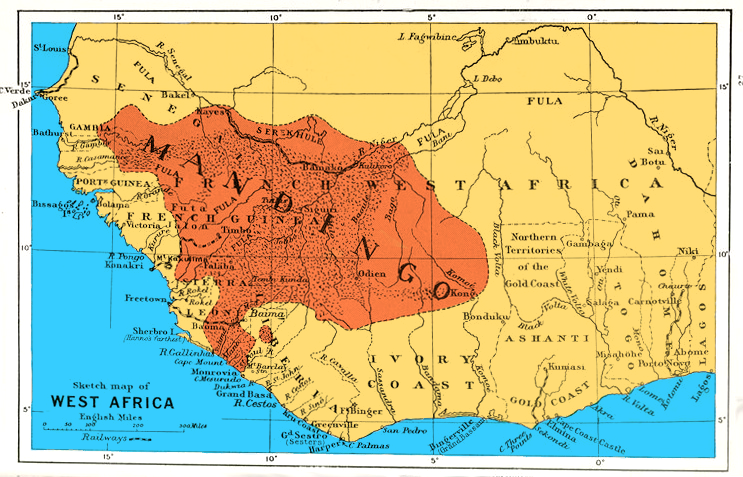
La sfera di influenza dei mandingo in una mappa del 1906.

Originari del Mandé, nell'alto corso del fiume Niger, al sud del Mali, i mandingo iniziarono a espandersi verso ovest e verso nord e dall'XI secolo d.C. furono probabilmente tra gli stati vassalli dell'Impero del Ghana, il primo dei grandi imperi dell'Africa subsahariana, e popolazioni di questo gruppo etnico furono probabilmente tra i primi abitanti dell'antica città carovaniera di Djenné. Intorno al 1250, con la dinastia Djata, i mandingo divennero la forza predominante nella zona, e fino al 1500 ressero un vasto impero che si estendeva dalle coste del Senegal e del Gambia fino alle città stato degli hausa nell'odierna Nigeria. In seguito il loro impero si ridusse progressivamente, a causa di invasioni da nord e da est, ma il nucleo centrale del loro territorio rimase sotto il loro controllo fino al 1645, quando altre ondate di invasioni, da parte dei bambara e dei fulani convertirono definitivamente la popolazione all'islamismo e distrussero le ultime vestigia dell'impero. L'ultima istituzione statale capace di unire la maggior parte dei mandingo fu l'impero Wassoulou di Samori Touré, che tentò di opporsi al colonialismo francese alla fine del XIX secolo.
I mandingo sono stati tra i popoli maggiormente colpiti dalla tratta atlantica degli schiavi africani diretta verso le americhe. Una buona parte degli americani di colore di origine afro-americana dell'America del Nord discende dai mandingo. Kunta Kinte, il protagonista del best seller Radici che narra la saga di una famiglia di afroamericani, era di stirpe mandingo.

## Economia
I mandingo vivono in zone rurali come supporto degli allevatori e degli agricoltori che coltivano arachidi, riso, miglio. Anche se l'agricoltura è la principale professione dei mandingo, non mancano mandingo che lavorano come sarti, macellai, tassisti, falegnami, fabbri, soldati, infermieri e volontari di associazioni umanitarie. Le mansioni delle donne sono nei lavori domestici.
Nelle zone orientali delle aree occupate dai mandingo, le città di questo popolo sono edificate presso rotte commerciali.
Queste reti commerciali formano l'asse portante del commercio tra la zona desertica al di sopra del fiume Niger, le zone di produzione e la costa.
Quest'ultima zona è diventata più importante dopo l'avvento dei portoghesi, ma anche di altri europei, dal XVII secolo.

## Cultura mandingo

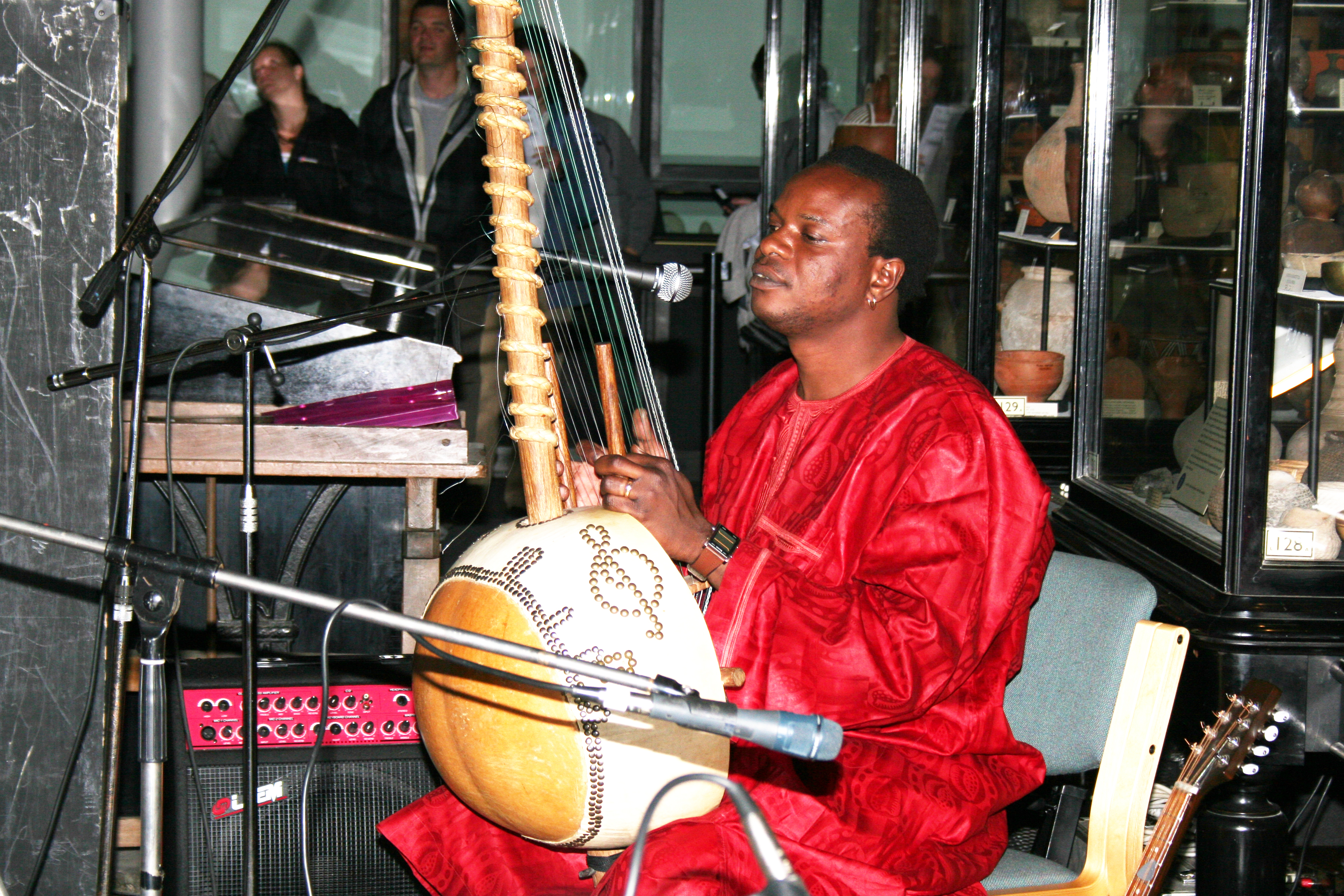
Suonatore di Kora mandingo

Anche se la tradizione mandingo si basa sulla tradizione orale e non utilizza la scrittura non manca tra i mandingo chi sappia scrivere e leggere e vada a scuola. La maggior parte di chi sa scrivere utilizza l'alfabeto arabo.
La tradizione orale viene tramandata anche tramite la musica, accompagnata a volte dal kora.

### Tradizioni dei mandingo
La maggior parte dei mandingo vivono in famiglie dislocate in villaggi d'aspetto rurale.
I villaggi rurali sono abbastanza autonomi guidati da una classe di anziani comandato da un capo.

#### Il matrimonio
I matrimoni dei mandingo vengono combinati dai parenti, specialmente nelle zone rurali.
La poligamia è frequentemente praticata dai mandingo dai tempi preislamici. Un mandingo può avere fino a quattro mogli, a condizione che egli sia in grado di prendersi cura di ciascuna di loro alla stessa maniera.

#### Il passaggio verso l'età adulta
Avviene tramite la circoncisione a un'età di circa quattordici anni. Questo avviene separatamente per i due sessi.
Inoltre, a quest'età, vengono loro insegnate le tradizioni mandingo e le responsabilità degli adulti.

### Credenze religiose e spirituali dei mandingo
Le credenze dei mandingo sono correlate con quelle della loro religione (l'Islam) ma qualcuna, tuttavia, è ancora legata con la loro precedente religione (l'animismo), ad esempio la paura di vivere in un mondo dominato da spiriti cattivi o streghe, i quali, secondo queste credenze, possono essere dominati da un marabutto.
I mandingo sono convinti che la Bibbia sia stata corrotta perché entra in contraddizione con il Corano e Maometto.

## Mandingo famosi per stato

### Burkina Faso
- Victor Démé, musicista

### Gambia
- Dawda Jawara, primo ministro e presidente del Gambia dal 1962 al 1994
- Sheriff Mustapha Dibba, primo vicepresidente del Gambia dal 1965 al 1971 NCP Party Leader and Speaker of National Assembly
- Fatou Kuyateh, musicista
- Bakary Bunja Darboe, ex vicepresidente del Gambia
- Ousainou Darboe, leader del partito di opposizione del Gambia
- Edward Sinhateh, ex vicepresidente e ministro del Gambia
- Foday Kaba Dunbuya, ex vicepresidente e ministro del Gambia
- Kombo Silla, guerriero leader dei musulmani
- Mama Tamba Jammeh King of Yilliyassa in Baddibu & known to have posses mysterious powers
- Lalo Kebba Drammeh, iconico suonatore di kora
- Kelepha Sanne, guerriero e figura storica
- Faromang Singateh, primo governatore generale del Gambia
- Lamin ADP Juwara, oppositore politico
- Sanjalli Bojang, nazionalista
- Morikebba Janneh, sotto segretario generale delle Nazioni Unite
- Lamin Sise, un assistente del segretario generale
- Sidia Jatta, oppositore politico
- Dembaa Conta, musicista internazionale
- Bubacarr Jammeh, musicista
- Sheriff Saikouba Ceesay, ministro
- Sidat Jobat, ex ministro degli esteri
- Sambou Susso, musicista
- Foday Musa Suso, musicista internazionale
- Demba Sanyang, capo della Paramount
- Teneng Ba Jaiteh, capo del servizio civile
- Yabcyba Kassama, ex ministro
- Ebrima Sillah, giornalista della BBC
- Ansumana Manneh, ex capo militare
- Masaneh Kinteh, capo militare

### Guinea

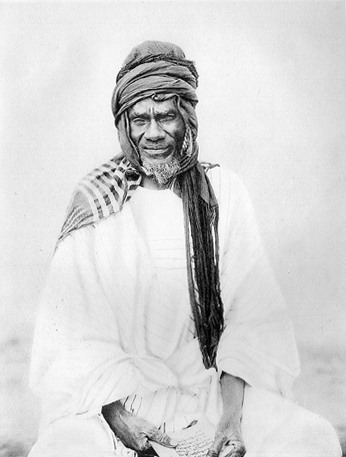
Almany Samory Touré

Sekou Touré

- Almany Samory Touré, fondatore dell'Impero Wassoulou, uno stato islamico militare che guida la resistenza antifrancese in Africa Occidentale
- Ahmed Sékou Touré, nipote di Samory Touré, presidente della Guinea dal 1958 al 1984
- Alpha Condé, politico
- Lansana Kouyate, attuale primo ministro della Guinea
- Sidya Touré, primo ministro della Guinea dal 1966 al 1999
- Sekouba Bambino, musicista
- Sona Tata Condé, musicista
- N'Faly Kouyate, musicista
- Mory Kanté, il più famoso musicista Mandingo della Guinea in Italia

### Liberia
- Sekou Conneh, politico
- Momolu Dukuly, ex primo ministro della liberia
- Alahaji GV Kromah, politico, educatore e avvocato

### Mali
- Mansa Musa, il più famoso e celebrato di tutti gli imperatori del Mali
- Sundiata Keita, fondatore dell'impero del Mali
- Modibo Sibidé, attuale primo ministro del Mali
- Modibo Keïta, il presidente del Mali dal 1960 al 1968
- Yoro Diakité, ex primo ministro del Mali
- Salif Keïta, musicista
- Daba Diawara, politico
- Tounami Diabaté, musicista
- Massa Makan Diabate, storico, scrittore e drammaturgo
- Moussa Kouyate, musicista
- Baba Sissoko, musicista
- Aoua Keita, attivista e politico
- Seydou Keita, calciatore

### Senegal
- Sadio Mané, calciatore
- Sektou Keita, musicista
- Mamadou Lamine Dabo, musicista, coreografo, scenografo
- Ousmane Sonko, Presidente
- Balla Gueye 2, lottatore

### Sierra Leone
- Alaji Ahmad Tejan Kabbah, presidente della Sierra Leone dal 1996 al 2007
- Anaya Arbrisht, ecumenico e antirazzista
- Haidara Kontorfilli, riformatore religioso islamico e anticolonalista
- Haja Afsatu Kabba, attuale ministro dell'energia e potenza della Sierra Leone
- Alhaji Kemoh Fadika, attuale ministro sierraleonese in Arabia Saudita
- Minkailu Mansarau, attuale ministro del lavoro della Sierra Leone
- Mabinty Daramy, attuale viceministro del commercio e dell'industria della Sierra Leone.
- Alhaji Shekuba Saccoh, attuale ambasciatore della Sierra Leone in Guinea
- Mohamed Kakay, membro del parlamento della Sierra Leone al distretto di Koinadugu
- Neneh Dabo, direttore della commissione anticorruzione della Sierra Leone
- Mohamed B. Daramy, ministro dello sviluppo e programmazione economica dal 2002-2007
- Alaji Bomba Jawara, membro del parlamento della Sierra Leone al distretto di Koinadugu
- K-Man (pseudonimo di Saccoh Mohemed), musicista